# دبابة برج الصقر
برج الصقر هي دبابة معركة رئيسية ذات عجلات صغيرة نسبيًا، وهي تحت التطوير من قبل مركز الملك عبد الله الثاني للتصميم والتطوير في الأردن، بمساعدة تقنية من جنوب افريقيا. 
تحتوي الدبابة على معبئ ذخيرة يعمل بشكل آلي بالإضافة إلى قدرتها على استخدام نظام دفاع (RUAG) المزورد بمدفع من عيار 120 ملم. من المفترض أن تستخدم هذه الدبابة جنبا إلى جنب مع دبابة تشالنجر 1 الأردنية (في الأصل كان مقررًا أن تستبدل هذه الدبابة جميع دبابات تشالنجر) و غيرها من الدبابات الرئيسية، وأن تصبح معدة للتصدير. وبسبب طريقة عملها المشابهة لمحطة الأسلحة التي يتم التحكم فيها عن بُعد (RCWS)، فهي تسمح لجميع أفراد الطاقم بالتواجد في هيكل الدبابة بدلًا من برجها، مما يسمح بكون العجلات أصغر ويعطي الطاقم أمانًا أكثر.